# Chính biến Ngụy cung, 465-466
Cuộc chính biến diễn ra trong hoàng cung nhà Bắc Ngụy năm 465 sau khi Ngụy Cao Tông Thác Bạt Tuấn qua đời, vua kế vị Thác Bạt Hoằng còn nhỏ tuổi, Xa kị đại tướng quân Ất Phất Hồn đoạt quyền hành, sát hại nhiều quan lại tướng lĩnh có thế lực, độc bá triều cương, cuối cùng bị Phùng Thái hậu tiêu diệt.

## Bối cảnh
Sau ba lần chính biến trong các năm 452 và 453 với việc hoạn quan Tông Ái sát hại Ngụy Thế Tổ và Nam An vương Thác Bạt Dư, sau cùng chính Tông Ái bị các tướng lĩnh khác tiêu diệt. Cháu đích tôn của Thế Tổ là Thác Bạt Tuấn được lập làm vua nước Ngụy. Sau những năm liên miên chiến tranh, Ngụy chủ Tuấn ra sức xây dựng lại đất nước, trấn an dân tình, vỗ về trong ngoài, quốc gia chuyển sang thời kì thái bình, thịnh trị.
Từ năm 464, Ngụy chủ thực hiện chuyến tuần du đến các vùng trong nước, đến tháng 3 năm 465 mới trở về Bình Thành. Tháng 5, mùa hạ, ngày Quý Mão, Ngụy Cao Tông tồ, khi đó mới có 25 tuổi, truy tôn là Ngụy Cao Tông, thụy hiệu là Văn Thành Đế. Thái tử Thác Bạt Hoằng vừa lên mười được lập kế vị, sử xưng Hiển Tổ Hiến Văn Đế. Truy tôn hoàng hậu Phùng thị làm Hoàng thái hậu.13

## Diễn biến

### Ất Phất Hồn nắm quyền
Do Ngụy chủ lên ngôi còn nhỏ tuổi; Thị trung, Xa kị tướng quân Ất Phất Hồn nhanh chóng đoạt lấy quyền hành, giả mạo chiếu chỉ sát Thượng thư Dương Bảo Niên, Bình Dương công Giả Ái Nhân, Nam Dương công Trương Thiên Độư ở cấm trung. Thị trung, Tư đồ, Bình Nguyên vương Bộ Lục Cô Li đang dưỡng bệnh ở Đại quận, Ất Phất Hồn sai tư vệ giám Mục Đa Hầu đến triệu vào cung. Đa Hầu nói với Cô Li
Hồn có dã tâm, trong lòng không nghĩ đến vua. Nay cung xa yến giá, Vương là người đức cao vọng trọng, gian thần tất sẽ nghi kị. Chi bằng cứ ở đây quan sát tình thế. Nhược bằng cứ vào cung thì chuyện về sau khó có thể nói được.
Bộ Lục Cô Li đáp
Nước có đại tang, sao có thể sợ họa mà không về triều.
Rồi lập tức đến Bình Thành. Thấy Ất Phất Hồn làm nhiều điều bất pháp, Bộ Lục Cô Li tỏ ra không vừa ý, thường tranh cãi với Hồn. Ngày Mậu Thân, Hồn giết chết Bộ Lục Cô Li và Mục Đa Hầu. Sau đó tự phong mình là Lục thượng thư sự, Đông An vương, lấy Lưu Ni làm Tư đồ, Thượng thư Tả bộc xạ Đại Nhân và gia nô làm Tư không. Điện trung Thượng thư Thuận Dương công Thác Bạt Úc lập mưu giết Ất Phất Hồn nhưng không được và bị sát hại.
Tháng 7 ÂL, Ngụy phong Ất Phất Hồn làm Thừa tướng, Thái Nguyên vương. Mọi việc lớn nhỏ đều gia cho ông ta quyết đoán.

### Ất Phất Hồn bị diệt
Đầu năm 466, Ngụy cải nguyên là Thiên An.
Ất Phất Hồn chuyên chế triều quyền, tru hại nhiều đại thần. An Viễn tướng quân Giả Tú, Hồn nhiều lần bảo Tú phong cho vợ mình làm công chúa, Tú không nghe, Hồn tức giận. Mấy hôm sau, Thị trung Thác Bạt Phi tố cáo Hồn mưu phản. Phùng Thái hậu khi đó ở trong cung đang tìm cách loại bỏ Hồn để nắm quyền. Nhân cơ hội này, thái hậu cho bắt Ất Phất Hồn rồi giết đi. Thái hậu từ đó lâm triều xưng chế, làm nhiếp chính cho Ngụy chủ còn nhỏ, đưa Trung thư lệnh Cao Doãn, Trung thư thị lang Ngư Dương Cao Lư và Giả Tú cùng tham dự chính sự.